# Leontodon maroccanus
Leontodon maroccanus là một loài thực vật có hoa trong họ Cúc. Loài này được (Pers.) Ball mô tả khoa học đầu tiên năm 1878.